# ماري جورج هامبرت
ماري جورج هامبرت (بالفرنسية: Georges Humbert)‏ هو أستاذ جامعي ومهندس ورياضياتي فرنسي، ولد في 7 يناير 1859 في باريس في فرنسا، وتوفي بنفس المكان في 22 يناير 1921.